# Regionale 2022
Die REGIONALE 2022 ist die neunte „Regionale“ in Nordrhein-Westfalen. Sie findet in Ostwestfalen-Lippe unter der Überschrift „Das neue UrbanLand“ statt. In der Region wird bereits die zweite REGIONALE ausgerichtet. 2000 fand in der Region ein Strukturprogramm als Initiative mit Bezug auf die Expo 2000 in Hannover statt – dies war die erste REGIONALE in Nordrhein-Westfalen. Die REGIONALE 2022 ist das größte gesamtregional ausgerichtete Infrastrukturprogramm in den nächsten Jahren in Ostwestfalen-Lippe.
Städten, Kreisen und Gemeinden bietet die Landesregierung Nordrhein-Westfalen mit dem Strukturförderinstrument REGIONALE in regelmäßigen Abständen die Möglichkeit, wegweisende, modellhafte Kooperationsprojekte durchzuführen und den Strukturwandel entsprechend ihren regionalen Stärken und Herausforderungen zu gestalten und zu entwickeln. Kern des REGIONALE-Konzeptes bilden anspruchsvolle, strukturwirksame Maßnahmen in den Bereichen Stadt, Landschaft, Kultur und Wirtschaft, die über einen Zeitraum von mehreren Jahren entwickelt werden. Daneben soll das Instrument REGIONALE die kooperative Profilierung von Regionen nach innen (Vernetzung/Zusammenarbeit) stärken.
Die letzte REGIONALE fand 2016 für die Region Westmünsterland statt.

## Verortung
An der REGIONALE 2022 beteiligen sich
- der Kreis Gütersloh mit seinen kreisangehörigen Städten und Gemeinden Borgholzhausen, Gütersloh, Halle (Westf.), Harsewinkel, Rheda-Wiedenbrück, Rietberg, Schloß Holte-Stukenbrock, Verl, Versmold, Werther, Herzebrock-Clarholz, Langenberg und Steinhagen,
- der Kreis Minden-Lübbecke mit seinen kreisangehörigen Städten und Gemeinden Bad Oeynhausen, Espelkamp, Hille, Hüllhorst, Lübbecke, Minden, Petershagen, Porta Westfalica, Preußisch Oldendorf, Rahden und Stemwede,
- der Kreis Paderborn mit seinen kreisangehörigen Städten und Gemeinden Altenbeken, Bad Lippspringe, Bad Wünnenberg, Borchen, Büren, Delbrück, Hövelhof. Lichtenau, Paderborn und Salzkotten,
- der Kreis Höxter mit seinen kreisangehörigen Städten und Gemeinden Bad Driburg, Beverungen, Borgentreich, Brakel, Höxter, Marienmünster, Nieheim, Steinheim, Warburg und Willebadessen,
- der Kreis Lippe mit seinen kreisangehörigen Städten und Gemeinden Augustdorf, Bad Salzuflen, Barntrup, Blomberg, Detmold, Dörentrup, Extertal, Horn-Bad Meinberg, Kalletal, Lage, Lemgo, Leopoldshöhe, Lügde, Oerlinghausen, Schieder-Schwalenberg und Schlangen,
- der Kreis Herford mit seinen kreisangehörigen Städten und Gemeinden Bünde, Enger, Herford, Hiddenhausen, Kirchlengern, Löhne, Rödinghausen, Spenge und Vlotho,
- die kreisfreie Stadt Bielefeld.

## Konzept: UrbanLand OstWestfalenLippe
Die Leitidee der REGIONALE 2022 in Ostwestfalen-Lippe ist es, an der Gleichwertigkeit der Lebensverhältnisse in Stadt und Land zu arbeiten sowie zukunftsfähige Raumstrukturen (Siedlungs-, Mobilitätsstrukturen) für die ganze Region über Modellprojekte zu realisieren. Hierfür wurde die Vision vom „UrbanLand OstWestfalenLippe“ entwickelt, die Kern des Bewerbungskonzeptes war. Ziel der REGIONALE 2022 ist es, in guten Projekten Antworten zu liefern, wie das „UrbanLand OstWestfalenLippe“ aussieht und womit sich hohe Lebensqualität in gesamten Region herstellen lässt. Das Konzept für das neue UrbanLand – die Navigation – wurde über einen Zeitraum von fünf Monaten 2018/2019 in einem breiten Beteiligungsprozess entwickelt.

## Aktionsfelder
Im Mittelpunkt der regionalen Entwicklungsarbeit im Kontext der REGIONALE 2022 in Ostwestfalen-Lippe stehen folgende vier Aktionsfelder: „Der neue Mittelstand“, „Die neue Mobilität“, „Die neuen Kommunen ohne Grenzen“ und „Das neue Stadt-Land-Quartier“. Querschnittsthemen sind außerdem Digitalisierung, Vernetzung, Interkommunale Zusammenarbeit, Mobilität und Klimaschutz. Projekte, die eingereicht werden, sollen die Aktionsfelder thematisch aufnehmen und sowohl Modellcharakter vorweisen als auch zukunftsweisend sein.

### Das neue Stadt Land Quartier
Für das Aktionsfeld „Das neue Stadt Land Quartier“ werden Projekte gesucht, die sich mit der Quartiersentwicklung und zukunftsorientierten Siedlungsgestaltung in Stadt und Land beschäftigen. Im Fokus steht es, städtebauliche, technische, wirtschaftliche und soziale Innovationen wirkungsvoll miteinander zu kombinieren und Wohnen, Arbeiten, Leben und bürgerschaftliches Engagement im Sinne einer gemeinsamen Verantwortung miteinander zu verknüpfen.

### Die neue Mobilität
„Die neue Mobilität“ sucht nach Mobilitätskonzepten, die sowohl Anwendung in urbanen Räumen als auch in ländlichen Gebieten finden. Dabei geht es um eine intelligente Verbindung der verschiedenen Verkehrsträger, um eine vom Nutzer gesteuerte, individuelle und multimodale Mobilität zu ermöglichen, die energie- und kosteneffizient ist. Neue Ansätze wie autonome Mobilität und Sharing-Konzepte können dafür auch in Betracht gezogen werden.

### Der neue Mittelstand
Themen wie Innovation, Gründung, Fachkräftesicherung und berufliche Bildung haben in diesem Aktionsfeld eine besondere Relevanz. Projekte die z. B. die innovative Kraft von Unternehmen für die regionale Entwicklung nutzen, passgenaue Beratungs- und Unterstützungsangebote und aktive Gründungsbegleitung entwickeln und zur Verbesserung der Qualität und Erleichterung des Zugangs zu beruflichen Bildungsangeboten beitragen, sind diesem Aktionsfeld zuzuordnen.

### Die neuen Kommunen ohne Grenzen
Das Aktionsfeld „Die neuen Kommunen ohne Grenzen“ setzt sich mit den Themen partnerschaftlicher Verwaltungskooperationen, smarten Bürgerservices und Klimaschutz unter Einbezug aller Kommunen Ostwestfalen-Lippes, auseinander. Im Blickpunkt stehen Projekte, die kommunale und regionale Herausforderungen in interkommunalen Zusammenschlüssen angehen, digitale Bürgerbeteiligungsformate entwickeln und sich mit der Vereinbarkeit von Familie und Beruf beschäftigen.

## Projekte
Um die Qualität der Projekte im Sinne der Entwicklungsstrategie zu gewährleisten, durchlaufen potenzielle REGIONALE-Projekte für Ostwestfalen-Lippe einen mehrstufigen Auswahl- und Qualifizierungsprozess:
- C-Status: Potenzial als REGIONALE-Projekt
- B-Status: Anwärter auf ein REGIONALE-Projekt
- A-Status: REGIONALE-Projekt

Für die Beratung und Entscheidung über Projektideen ist das UrbanLand-Board zuständig. In dem Gremium sitzen rund 50 Vertreter aus ganz Ostwestfalen-Lippe – von den Städten und Gemeinden, den Kreisen, Kammern und Hochschulen, Verbänden und Interessengruppen. Das Land Nordrhein-Westfalen ist als Förderer der REGIONALE 2022 über die Bezirksregierung Detmold und das Ministerium für Heimat, Kommunales, Bau und Digitalisierung mit weiteren Vertretern der Landesregierung eng eingebunden. Die Bezirksregierung Detmold kümmert sich um die förderspezifischen Fragen. Auf Basis der 4 Aktionsfelder wurden die insgesamt 62 REGIONALE-Projekte in 7 Lösungsfelder gruppiert. Diese sind Rückgrat der UrbanLand-Strategie und bieten Antworten auf zentrale Herausforderungen der Region.
Lösung 1: Vernetzte Mobilität mit einer gemeinsamen Strategie
1. Mit Limo – hin und wech[4] bietet die Kommunale Verkehrsgesellschaft Lippe für die Flächenkommune Lage ein flexibles und digital buchbares Mobilitätsangebot mit modernen, elektrischen und barrierefreie „London-Taxen“ an, das sich an den sich an den Fahrtwünschen der Kunden orientiert.
2. Linien-E-Carsharing Borgholzhausen[5] als zukunftsweisendes Modellprojekt sorgt für vernetzte Mobilität auch auf dem Land. Die Idee: Man fährt bereitstehende Carsharing-Elektro-Autos selbst und kann andere mitnehmen – für Besitzer eines Nahverkehrstickets kostenlos.
3. MonoCab OWL[6] hat den Anschluss des ländlichen Raums mit neuartigen flexiblen Schienenfahrzeugen zum Ziel.
4. Multimodales Verkehrssystem Lippe:[7] Die Kommunale Verkehrsgesellschaft Lippe (KVG) schafft mit dem REGIONALE-Projekt Multimodales Verkehrssystem Lippe ein vernetztes Angebot, das den Menschen im ostwestfälischen Kreis Lippe die Möglichkeit gibt, bequem von Haus zu Haus zu kommen. Dafür sorgt eine lückenlose Verbindung von Verkehrsträgern und Sharing-Angeboten.
5. Holibri. On-Demand-Ridepooling Höxter:[8] Der On-Demand Dienst bündelt Fahrtwünsche von Personen in Höxter mit demselben Ziel – buchbar via App, aber auch telefonisch.
6. Die Ostwestfälische Mobilitätsplattform[9] macht sämtliche Mobilitätsangebote in Ostwestfalen-Lippe in Kombination miteinander nutzbar. Das REGIONALE-Projekt bündelt in seiner ersten Stufe die Informationen der bedeutendsten Verkehrsträger (Nahverkehr mit Bus und Bahn, On-Demand-Verkehre, Sharing-Angebote mit PKW und Fahrrad sowie der Minimobilität (Scooter)) von Tür zu Tür. In der zweiten Stufe soll sukzessive die Online-Buchung und die Abrechnung auf Grundlage einer einheitlichen Datenbasis erfolgen.
7. Radnetz OWL:[10] Im Kreis Paderborn, Gütersloh, Herford, Höxter, Lippe, Minden-Lübbecke und in der kreisfreien Stadt Bielefeld entsteht das Radnetz OWL. Als eine leistungsfähige Radinfrastruktur mit Anschlüssen zu anderen Verkehrsmitteln soll die Region und vor allem ländliche Gebiete miteinander vernetzt werden.
8. RailCampus OWL[11]. Das REGIONALE-Projekt bringt führende Experten für Bahntechnologie aus Wissenschaft und Industrie auf einem Campus am Standort Minden zusammen und wird mit neuen Studiengängen Fach- und Führungskräfte für ein neues technologisches Zeitalter im Schienenverkehr ausbilden.

Lösung 2: Innovationsimpulse für eine exzellente Bildung und berufliche Entfaltung
1. 5G Lernorte für die Berufsbildung der Zukunft:[12] In den Kreisen Gütersloh und Paderborn werden vor Ort der Einsatz von 5G erprobt. Dabei sollen Erfahrungen und Erkenntnisse gesammelt werden, welche die Region zu einem Vorreiter in der Beruflichen Bildung machen und ein Treiber der Digitalisierung im UrbanLand sind. Eine weitere Besonderheit liegt in der Vielzahl der Projektpartnern, die dieses Projekt mit sich bringt.
2. Akzelerator.OWL:[13] Auf dem „Areal Barker“ / Barker Barracks in Paderborn soll bis 2022 der Akzelerator.OWL als neue Heimat für die Start-up-Szene OWL entstehen. Das Projekt der Universität Paderborn ist ein Beitrag für die zukunftsfähige Nachnutzung der Konversionsfläche.[14][15][16]
3. Bildungscampus Gesundheit Weser-Egge:[17] Die Katholische Hospitalvereinigung Weser-Egge ist die einzige Bildungsanbieterin im Kreis Höxter und schafft durch das REGIONALE-Projekt Bildungscampus Gesundheit Weser-Egge ein zukunftsfittes Angebot für Ausbildung und lebenslanges Lernen in Pflegeberufen am Standort Brakel.
4. Innovation SPIN:[18] Auf dem Innovation Campus Lemgo wollen die Kreishandwerkerschaft Paderborn-Lippe, die Technische Hochschule OWL und der Kreis Lippe ein Gebäude, den Innovation SPIN, auf einem Erbbaugrundstück der Stadt Lemgo errichten. Das Projekt gilt als innovativ in der Zusammenarbeit von Bildung, Forschung, Wirtschaft – und erstmals in OWL – mit dem Handwerk. In dem Gebäude des Innovation SPIN sollen Studierende und Auszubildende gemeinsam Antworten auf Herausforderungen der Zukunft suchen.[19][20][21]
5. Das REGIONALE-Projekt Kreativ Campus Detmold[22] wird ein interdisziplinärer Standort zur Stärkung der Kultur- und Kreativbranche.
6. Um dem Fachkräftemangel zu begegnen, initiiert das REGIONALE-Projekt MINT Community 4.OWL 30 neue außerschulische Lernorte und mobile Angebote, wo Jugendliche Zukunftstechnologien und die MINT-Welt von heute und morgen kennenlernen und ausprobieren können.[23]
7. Netzwerkstudie Bioökonomie:[24] Die Netzwerkstudie mit Modellcharakter zeigt Lösungsansätze zur Vermeidung von fossilem Ressourcenverbrauch in der Lebensmittelverpackung auf.
8. Smart Farm OWL:[25] Das REGIONALE-Projekt unterstützt und stärkt die Landwirtschaftsbetriebe vor Ort und schafft ein Modell zur Wirtschaftsförderung.
9. Innovationsnetzwerk Smart Recycling Factory:[26] Mit dem Konzept der Smart Recycling Factory, wird der Deponiestandort Pohlsche Heide, in mehreren Schritten zu einem überregionalen Innovationsstandort für Recycling und Kreislaufwirtschaft weiterentwickelt.
10. Think Tank für OWL:[27] Hier entsteht ein Nukleus des „Bielefeld Research and Innovation Campus“ (BRIC). Die Universität Bielefeld und die Fachhochschule Bielefeld planen gemeinsam die neue Einrichtung, die sich insbesondere an kleine und mittlere Unternehmen (KMU) und an sogenannte Deep-Tech-Spin-offs richtet.
11. Vernetzte Lernorte OWL[28] ist eine einzigartige Kooperation von 30 berufsbildenden Schulen, Schulträgern und der Schulaufsicht, die einen herausragenden und modellhaften Lösungsansatz zur Stärkung der beruflichen Bildung in der Region umsetzt.

Lösung 3: Lebendige Quartiere in Stadt und Land mit der Verbindung von Wohnen, Arbeiten, Kultur und Freizeit
1. Alanbrooke Quartier – Konversion in die Zukunft, Paderborn:[29] Auf dem 18 Hektar großen Gelände des zukünftigen „Alanbrooke Quartier“, entsteht eine Verbindung von Wohnen, Arbeiten und großflächigen Freiräumen. Mit Hilfe von Bürgerbeteiligung und einer an den Bedürfnissen der Stadt ausgerichteten Quartiersentwicklung, wird in Paderborn Konversion zukunftsweisend betrieben.
2. Mit dem REGIONALE-Projekt Bündnis für Wohnen im ländlichen Raum – Neue Instrumente für die Stärkung der Ortsmitte kleiner Städte und Gemeinden[30] sollen Lösungen für den innerörtlichen Leerstand erarbeitet werden. Die OWL-Städte Nieheim (federführend), Marienmünster, Schieder-Schwalenberg mit Vlotho (NRW), Drebkau/Drojwk (Brandenburg) und der Hansestadt Seehausen, Altmark (Sachsen-Anhalt) haben sich für die Umsetzung zusammengeschlossen.
3. Engelingshof Bielefeld:[31] Die Frage der Neunutzung großer historischer Hofgebäude stellt sich in ganz OWL. Die Neuinterpretation des Engelingshofs in Bielefeld stellt eine Antwortmöglichkeit dar. In diesem soll zukünftig das Wohnen und Arbeiten an einem besonderen Ort mit einem starken Landschaftsbezug ermöglicht werden. Im Rahmen des REGIONALE-Projektes entstehen drei neue Wohneinheiten im Hofgebäude.
4. Generationsquartier am Kump:[32] In der Stadt Steinheim wird ein Zukunftsmodell für leerstehende Handelsimmobilien entwickelt. Die Immobilien sollen für Wohnnutzungen und soziale Infrastruktur neu genutzt werden. Dabei sorgt das Projekt für positive Impulse für die Innenstadtentwicklung im UrbanLand.
5. Klimaquartier Sennestadt:[33] Auf dem Schillinggelände entsteht ein Quartier für ökologisch nachhaltiges Bauen und Wohnen in Bielefeld.
6. Lebendiges Quartier Brunsheide:[34] Mit der Hilfe von vielfältigen Wohnformen und einem flächensparenden Bauen, entsteht im Speckgürtel Bielefelds ein neues Quartier, welches ein Vorbild für zukünftige Flächenausweisungen im UrbanLand ist.
7. Mansergh Quartier – ein neuer Standort für Leben, Arbeiten und Bildung:[35] Auf dem 38 Hektar großen Areal der Mansergh Barracks, entsteht ein neues Quartier in der Stadtmitte von Gütersloh. Mit dem REGIONALE-Projekt wird die Konversionsfläche zu einem attraktiven und innovativen Wohn- und Bildungsviertel entwickelt. Außerdem werden neue Maßstäbe für ein ökologisch nachhaltiges und klimaresilientes Leben gesetzt.
8. Neues Leben am Kohlenufer:[36] Am Kohlenufer in Minden entsteht ein moderner Stadtteil mit einer urbanen Mischung aus Wohnen, Arbeiten, Mobilität, Kultur, Freizeit und Erholung. Die Nähe zur Weser ist eine besondere Ergänzung für das neue Quartier.
9. Rochdale Quartier – ko-produktive Stadt:[37] Gemeinsam mit der Stadtgesellschaft, soll das 9 Hektar große Areal der ehemaligen Rochdale-Kaserne, zu einem lebendigen Quartier mit vielfältigen Nutzungen transformiert werden. Mit Kunst und Kultur soll die Fläche in der Startphase aktiviert werden.
10. Welcomehaus Espelkamp:[38] ist ein Modell für Mitarbeiterwohnen im ländlichen Raum durch Kooperation von Wirtschaft und Wohnungsunternehmen.
11. Inklusives Quartier Laurentiushöhe:[39] In direkter Nähe zum Heilpädagogischen Therapie- und Förderzentrum (HPZ) St. Laurentius, entsteht das „Inklusive Quartier Laurentiushöhe“ in Warburg. Das Quartier schafft Raum für ein erweitertes Inklusionsverständnis und fördert eine lebendige Gemeinschaft.
12. Wohnpark Egge – Landquartier der Zukunft:[40] Der Wohnpark Egge ist ein Beispiel für ein Wohnquartier mit einem vielfältigen und flächensparenden Wohnangebot, in einer kleineren und eher ländlich geprägten Gemeinde.
13. Zukunftsquartier Paderborn – Entwicklungsperspektive Areal Barker:[41] Auf dem 54 Hektar großen Areal entsteht ein Innovationsquartier für urbanes Leben. Bereits seit 2018 wird die Öffentlichkeit in einem vielfältigen Planungs- und Beteiligungsprozess beteiligt.

Lösung 4: Orte der Begegnung mit urbanem Lebensgefühl – auch auf dem Land
1. Bahnhof Löhne als Dritter Ort:[42] Mit dem „Dritten Ort“ im denkmalgeschützten Bahnhof, entsteht nicht nur eine neue Eingangssituation der Stadt, sondern auch ein multifunktionaler Begegnungsort mit Kultur- und Vereinsleben. Seit 2021 läuft hier bereits ein Testbetrieb mit einem Kultur- und Gastronomieangebot.
2. Forum Anja Niedringhaus:[43] Das REGIONALE-Projekt „Forum Anja Niedringhaus“ steht für ein neues Kultur- und Begegnungszentrum in der Stadt Höxter. Ein zentrales Ziel des Forums ist die Erhaltung des Andenkens an die Fotografin und Pulitzerpreisträgerin Anja Niedringhaus. Dabei saniert der „Verein für journalistische und künstlerische Fotografie – Forum Anja Niedringhaus“, in bürgerschaftlicher Trägerschaft mit Unterstützung der Stadt, ein leerstehendes Gebäude aus dem 16. Jahrhundert.
3. WissensWerkStadt Bielefeld:[44] Das REGIONALE-Projekt fördert als Haus der Wissenschaft die interaktive Mitwirkung und stößt neue Kooperationen zwischen Wissenschaft und Gesellschaft an.
4. KulturScheune1a:[45] In der Stadt Wünnenberg wird eine ehemalige Zehntscheune zu einem ehrenamtlich getragenen Dritten Ort umgebaut. Dieser soll zukünftig zu einem attraktiven Dorfleben beitragen und als Treffpunkt und Gestaltungsraum fungieren.
5. Quartierszentrum Wippermann – Bürgerbildung im Baudenkmal:[46] Mit dem neuen Quartierszentrum Wippermann, entsteht direkt am Markt von Lemgo im historischen Haus Wippermann, ein lebendiger Treffpunkt.
6. Das REGIONALE-Projekt Revitalisierung des Adam-und-Eva-Hauses[47] schafft für Paderborn die erste autonome Bibliothek Deutschlands, die durch technische Systeme prinzipiell personalfrei und mit umfangreichen Öffnungszeiten betrieben wird.
7. RichterHaus der Generationen:[48] Die Stadt Nieheim entwickelt ein attraktives Quartier rund um das identitätsstiftende Richterhaus, welches lange leer und ungenutzt war, als einen Ort für alle Generationen im historischen Stadtkern neu. Das REGIONALE-Projekt ist Teil des Verbunds Stadtgesellschaft im Denkmal, in dem sich die fünf Städte Bad Driburg, Horn-Bad Meinberg, Höxter, Lemgo, Nieheim mit einer Einwohnerzahl zwischen 6.000 und 45.000 und ein Quartier der Großstadt Paderborn zusammengefunden haben. Gemeinsames Ziel ist, strukturschwache Ortskerne zu einer lebendigen und attraktiven Mitte zu machen.[49]
8. Stadtgesellschaft im Denkmal – Kooperationsprojekt in OWL:[50] Der Projektverbund „Stadtgesellschaft im Denkmal“ ist ein Zusammenschluss aus fünf Städten und ein Quartier der Stadt Paderborn. Im Rahmen dieses REGIONALE-Projektes werden stadtbildprägende leerstehende Gebäude saniert und diesen mit verschiedenen lebendigen Angeboten eine Nutzung zugeführt.
9. Das REGIONALE-Projekt Wasserschloss Reelkirchen[51] stärkt das Kulturangebot in der Region an der Schnittstelle von experimenteller Kunst, Kunstvermittlung und Kultureller Bildung.

Lösung 5: Kulturlandschaften qualifizieren und Lebensräume stärken
1. Erlebnisraum Weserlandschaft | Gesamträumliche Strategie:[52] Die Kreise Höxter, Lippe, Herford und Minden-Lübbecke wollen den ländlich geprägten Raum der Weserlandschaft hervorheben, naturschutzfachlich und touristisch aufwerten und stärker in das Lebensumfeld der Menschen einbeziehen. Gleichzeitig gilt es, den Weserraum als Ressource für die ganze Region zu schützen, zu pflegen und zu entwickeln, um Impulse für die regionale Entwicklung setzen zu können.
2. Erlebnisraum Weserlandschaft | Moderationsprozess Landschaftsraum Großes Torfmoor/ Bastauniederung:[53] Der Projektbaustein erarbeitet einen modellhaften Lösungsansatz für die hochaktuelle Frage von Interessenausgleich in der Landschaftsentwicklung. Für den Landschaftsraum Torfmoor / Bestauniederung soll ein integrales Planungskonzept erarbeitet werden, welches ein Leitbild für die Entwicklung dieses Raums aufzeigt.
3. Erlebnisraum Weserlandschaft | Vlotho AN der Weser:[54] Ziel des REGIONALE-Projektes ist es, die Stadt Vlotho zukunftsfähig zu gestalten und nachhaltig mit dem Flussraum zu verbinden. Die Trennung der Weser von der Stadt soll reduziert und räumliche Barrieren beseitigt werden. Außerdem sollen besondere Angebote sowohl für Touristen, als auch für Einheimische aufgewertet werden.
4. Erlebnisraum Weserlandschaft | Weser erfahren – Natur erleben:[55] Dieser Projektbaustein strebt eine Attraktivierung des Weser-Radwegs an. Dabei sollen Naturschätze entlang der Weser erlebbar gemacht werden und die Identität des gesamten Raumes gestärkt werden.
5. Die Werre – ein Fluss der OWL verbindet | Baustein Trittstein „Kuhkamp“:[56] Mit dem Projektbaustein „Trittstein Kuhkamp“, welcher einer von vier Projektbausteinen ist, wird ein erlebbarer Ort für die Naherholung geschaffen. Gleichzeitig verankert er das Thema der Umweltbildung.
6. Die Werre – ein Fluss der OWL verbindet | Bildung einer überörtlichen Kooperation[57] sichert die angestrebte Kooperation der Werre-Anrainer für die Entwicklung einer qualitätsvollen Flusslandschaft.
7. Bowling – Bauern in OWL für Insekten, Natur, Gewässer[58] ist ein umfassendes Biodiversitätsprojekt der Stiftung Westfälische Kulturlandschaft.

Lösung 6: Gesundheitsversorgung, Daseinsvorsorge und gemeinschaftlich Leben in allen Lebensphasen überall in OWL
1. Mit Auszeit in OWL – Kur-Angebote für pflegende Angehörige[59] koordiniert die OstWestfalenLippe GmbH zusammen mit den sieben regionalen Heilbädern Bad Driburg, Bad Holzhausen, Bad Lippspringe, Horn-Bad Meinberg, Bad Salzuflen, Bad Oeynhausen und Bad Wünnenberg einen neuen Angebotsschwerpunkt für Erholung und Rehabilitation.
2. guLIP – gesundes Land Lippe: Das „guLIP“[60] steht für ein zukunftsweisendes Modell für Gesundheitsversorgung im ländlichen Raum.
3. Gesundheitszentrum Lügde als Teil des Rahmenkonzepts guLIP – gesundes Land Lippe:[61] Drei Gesundheitszentren im Kreis Lippe sollen zur Sicherstellung der Versorgung entstehen, die unterschiedliche Modelle hausärztlicher, pflegerischer, therapeutischer und beratender Gesundheitsdienstleistungen vereinen. In der Kleinstadt Lügde soll ein Gesundheitszentrum für die Menschen vor Ort entstehen: E-Health Lösungen, altersgerechte Assistenzsysteme, Smart Home und Smart Care-Lösungen und niederschwellige Informationsangebote zur Anwendung von Gesundheitsdienstleistungen stehen im Mittelpunkt.
4. Gesundheitszentrum Oerlinghausen als Teil des Rahmenkonzepts guLIP – gesundes Land Lippe:[62] Drei Gesundheitszentren im Kreis Lippe sollen zur Sicherstellung der Versorgung entstehen, die unterschiedliche Modelle hausärztlicher, pflegerischer, therapeutischer und beratender Gesundheitsdienstleistungen vereinen. Das erste Gesundheitszentrum-Modell am Standort Oerlinghausen soll im historischen Kontorgebäude der Weberei von Carl Weber realisiert werden.
5. Zukunft Kloster Brede:[63] Im Kloster Brede wird, aufgrund der zurückgehenden Zahl von Schwestern, ein generationsübergreifendes und nachbarschaftliches Wohnen im Bestand umgesetzt. Dabei wird das Kloster zum Ort des gemeinschaftlichen Lebens mit vielfältigen Angeboten.
6. DiD (Dorf im Dorf) – nachbarschaftliches & generationsübergreifendes Wohnen:[64] In dem Modellvorhaben in Lübbecke-Nettelstedt, entsteht durch die Initiative der Bürger, ein modernes und vielfältiges Wohnangebot mit Versorgungsfunktion. Dabei ist das Konzept auf die lokalen Bedürfnisse der zukünftigen Bewohner ausgerichtet. Dieses wird zusätzlich ergänzt durch Aspekte der ökologischen Nachhaltigkeit und dem Zugang zu Mobilität.
7. Quartier Brausemühle:[65] Innerhalb von drei Bauabschnitten entsteht in Kirchlengern ein attraktives Quartier mit vielfältigen Wohnangeboten, dessen Bauweise und Energieversorgung umweltschonend konzipiert wurde. Weitere Nutzungen sind ein Kindergarten und Angebote der Pflege und Versorgung.

Lösung 7: Reize der Region, um zusätzliche Strahlkraft zu entwickeln
1. Die großen Sieben:[66] Mit dem Kaiser-Wilhelm-Denkmal in Porta Westfalica, dem Hermannsdenkmal in Detmold, dem Desenberg in Warburg, dem Weltkulturerbe Corvey in Höxter, dem Paderborner Dom, Kloster Dalheim und der Wewelsburg verfügt OstwestfalenLippe über Denkmäler und Landmarken, die mindestens bundesweit von herausragender Bedeutung sind und eine erhebliche Bekanntheit haben. Über diese Denkmäler lassen sich zudem zentrale Themen verbinden, die untrennbar mit der Entwicklung Deutschlands verbunden sind, die in OWL stattfanden oder aus dem Raum Impulse erhalten haben. Das REGIONALE-Projekt Die großen Sieben will diese Geschichte fachlich ausarbeiten und zu einer neuen Marke machen.
2. Klimaerlebniswelt Oerlinghausen:[67] Das REGIONALE-Projekt verdeutlicht interaktiv den Klimawandel in einem modularen Raumkonzept. Es werden Antworten auf die drängenden Fragen der Klimafolgenanpassung erarbeitet. In dieser Kombination liegen Alleinstellungsmerkmal und Innovationskraft des Vorhabens des Projektträgers Kreis Lippe.
3. Neues Eingangs- und Ausstellungsgebäude für das LWL-Freilichtmuseum Detmold:[68] Mit dem neuen Eingangs- und Ausstellungsgebäude für das LWL-Freilichtmuseum schafft der Landschaftsverband Westfalen-Lippe, als Träger gemeinsam mit seinen Partnern ein innovatives Gebäude, welches als frei zugängliches Forum mit Aktionsflächen konzipiert wurde.
4. OWL-live: Die Kultur-Plattform:[69] Die OWL.Kultur-Plattform[70] soll eine intelligente Weblösung sein, die alle Kulturangebote der Region zusammenfasst. Zentrales Element ist ein personalisierter Veranstaltungskalender. Dadurch passt sich die Website in ihrer Darstellung an die Interessen der Menschen an. Die Kulturakteure der Region werden bei ihrer Arbeit unterstützt; z. B. über die Anbindung an digitale Angebote der Verwaltung. Das OWL-Kulturbüro, ein Fachbereich der OWL GmbH,[71] wird das Angebot gemeinsam mit der Universität Paderborn – Software Innovation Campus Paderborn, und der Firma aXon GmbH realisieren.
5. Smart, 3D und historisch[72] hat zum Ziel, die Zentren von sechs Pilotkommunen in Ostwestfalen-Lippe digital erlebbar zu machen. Das Konzept entwickelt die bereits bestehenden 3-D-Grundmodelle in OWL weiter und ergänzt sie um inhaltliche Komponenten: Smart, 3D und historisch schafft ein Tool für digitale Information im Netz, Stadtentwicklung, um zukünftig digital im Bestand planen und arbeiten zu können, für Stadtmarketing und vieles mehr.
6. Zukunftsfit Digitalisierung:[73] Zentrale Aufgabe des Projekts „Zukunftsfit Digitalisierung“[74] ist die Erlebbarmachung und Vernetzung des Freizeit-Angebotes der Region Teutoburger Wald durch digitale Services. Das Projekt verbindet alle Kreise in Ostwestfalen-Lippe und über 50 Touristikpartner, um ein gemeinsames Datenmanagementsystem für touristische Inhalte zu entwickeln. Träger des Projektes ist der Teutoburger Wald Tourismus, ein Fachbereich der OWL GmbH.
7. Zukunftsfit Digitalisierung | Digitaler Show-Room im Archäologie-Park im Bereich der Stadtwüstung Corvey:[75] Im Rahmen von „Zukunftsfit Digitalisierung“ werden sechs Tourist-Informationen als sogenannte Digitale Show-Rooms gestaltet. Einer von diesen ist der Show-Room „Archäologie-Park“, welcher im Rahmen der Landesgartenschau 2023 in Höxter, im Bereich des Weserbogens als ein „archäologisches Fenster“ zur kulturtouristischen Erschließung der versunkenen mittelalterlichen Stadt Corvey gestaltet werden soll